# 황은진
황은진(黃垠軫, 1934년 11월 3일 ~ 1997년 6월 1일)은 대한민국의 기업가이며 前 방송PD이자 공연연출가이다.
말년에는 평론가로도 활약하였다.

## 생애

### 일생
일제 강점기 경성부(지금의 대한민국 서울) 출생이고 본관(관향)은 평해(平海)이며 배우자는 연기자 서승현이다.
방송PD 시절에 KBS 드라마 《서울 뚝배기》와 《노을》과 《형》을 연출 제작하였다.
방송 드라마 PD 직위 퇴임 이후에는 공연 연출과 평론에 또다른 재능을 표현하여 특히 미술평론가 겸 고전음악평론가와 연극평론가로도 등단하였다.

### 주요 경력
- 1957년 DBC 대한방송 PD.
- 1961년 서울중앙방송(지금의 KBS 한국방송공사) PD로 이적.
- 1964년 TBC 동양방송 PD로 이적.
- 1980년 언론통폐합으로 인하여 KBS 한국방송공사 PD로 복귀.
- 1993년 3월 2일, KBS 한국방송공사 PD를 사직.
- 1993년 7월 20일, 인풍비전 부사장.
- 1993년 12월, 미술평론가 등단.
- 1994년 3월, 고전음악평론가 등단.
- 1994년 7월, 연극평론가 등단.
- 1995년 9월 7일, 인풍비전 부사장 직위에서 퇴임.
- 1995년 9월 14일, 부산방송 부이사장.
- 1997년 5월 7일, 부산방송 부이사장 직위에서 퇴임.
- 1997년 6월 1일, 만성 갑상선비대증으로 인하여 향년 64세로 별세.

## 평론

### 미술비평
- 1993년 《김환기와 구본웅의 기묘한 친척 관계》

### 음악비평
- 1994년 《테너 성악가 및 친일 공산주의자 김영길 예비역 조선인민군 지상군 준위의 기회주의 행보》

### 연극비평
- 1994년 《극단 신협 산파역의 주역 양대산맥, 토월회와 극예술연구회》

## 가족 관계
- 배우자 : 서승현 (1943년 3월 5일 ~ )
  - 딸 : 황유선